# Luisenburg-Kreuzfelsen
Der Luisenburg-Kreuzfelsen ist mit 785 m ü. NN der höchste Punkt im Felsenlabyrinth der Luisenburg bei Wunsiedel, im Fichtelgebirge (Nordostbayern); er wird auch Bundesstein genannt. Auf den Felsen führen Holztreppen, auf der obersten Plattform steht ein Holzkreuz.

## Geschichte
Das erste Luisenburg-Kreuz auf dem Felsen, der auch Bundesstein genannt wird, wurde 1815 errichtet. Das Kreuz stand damals „151 Meter über der so genannten Luxburghut, 263 Meter über Wunsiedel und 785 Meter über dem Meeresspiegel“. Über eine steil ansteigende Treppe kam man auf den Felsen hinauf, der mit einem Geländer umfasst war und eine Bank trug. Das 1815 errichtete Kreuz wurde erst nach über 100 Jahren, allen Wetterstürmen trotzend, 1924 erneuert. Kurz nach Kriegsende 1945 fiel das Kreuz einem Sturm zum Opfer, am 7. August 1949 erfolgte eine Erneuerung. Das letzte Luisenburg-Kreuz wurde unter Mitwirkung der amerikanischen Streitkräfte am 23. Juli 1984 aufgestellt, die ökumenische Einweihungsfeier fand am 6. Oktober 1984 statt.